# La Haute-Beaume
Haute-Beaume – miejscowość i gmina we Francji, w regionie Prowansja-Alpy-Lazurowe Wybrzeże, w departamencie Alpy Wysokie.

## Demografia
Według danych na rok 1990 gminę zamieszkiwało 10 osób, a gęstość zaludnienia wynosiła 1,4 osób/km². W styczniu 2015 r. liczba mieszkańców i gęstość zaludnienia La Haute-Beaume pozostawała bez zmian.